# Apacer
Apacer Technology Inc. (chiń. 宇瞻科技股份有限公司) – tajwańskie przedsiębiorstwo elektroniczne, założone w kwietniu 1997 roku. Zajmuje się produkcją modułów pamięci komputerowej i urządzeń peryferyjnych.
Portfolio przedsiębiorstwa obejmuje moduły DRAM, a także dyski SSD, przenośne pamięci USB i dyski twarde, karty pamięci, koncentratory USB, czytniki kart pamięci oraz odtwarzacze MP3.
W 2011 roku Apacer został ósmym co do wielkości producentem modułów DRAM na świecie, a w 2012 roku był także jednym z dziesięciu największych producentów dysków SSD na świecie.
Firma zatrudnia 500 osób (stan na 2016 rok), a swoją siedzibę ma w Nowym Tajpej.